# Grimmia wilsonii
Grimmia wilsonii là một loài Rêu trong họ Grimmiaceae. Loài này được Greven mô tả khoa học đầu tiên năm 1998.